# Philautus juliandringi
Philautus juliandringi es una especie de anfibio anuro de la familia Rhacophoridae.

## Distribución geográfica
Esta especie es endémica del estado de Sarawak en el este de Malasia en la isla de Borneo. Se encuentra en Gunung Api a 1100 m sobre el nivel del mar en el Parque Nacional Gunung Mulu.

## Etimología
Esta especie lleva el nombre en honor a Julian Christopher Mark Dring.

## Publicación original
- Dehling, 2010 : A new bush frog (Anura: Rhacophoridae: Pilautus) from Gunung Mulu National Park, East Malaysia (Borneo). Salamandra, vol. 46, n.º 2, p. 63-72[3]